# Volley Aalst 2021-2022
Questa voce raccoglie le informazioni riguardanti il Volley Aalst nelle competizioni ufficiali della stagione 2021-2022.

## Organigramma societario
Area direttiva
- Presidente: Jan Luppens

Area tecnica
- Allenatore: Johan Devoghel
- Allenatore in seconda: Geert Walravens
- Assistente allenatore: Jeroen Keymolen, Joost Van Kerckhove, Stef Rogier
- Scout man: Erwin Mares

Area sanitaria
- Medico: Renaat Verhoeven
- Fisioterapista: Bram Wuyts, Staf Moyson
- Preparatore atletico: Kevin Geerinckx, Stijn De Waele

## Rosa
| N° | Nome                | Ruolo | Data di nascita  | Nazionalità sportiva |
| -- | ------------------- | ----- | ---------------- | -------------------- |
| 1  | Kamil Droszyński    | P     | 28 gennaio 1997  | Polonia              |
| 2  | Robin Overbeeke     | O     | 21 marzo 1989    | Paesi Bassi          |
| 4  | Tim Verstraete      | L     | 1º febbraio 1999 | Belgio               |
| 6  | Robbe Van de Velde  | S     | 28 ottobre 2002  | Belgio               |
| 7  | Renārs Jansons      | O     | 17 maggio 2002   | Lettonia             |
| 8  | Peter Ondrovič      | C     | 28 marzo 1995    | Slovacchia           |
| 9  | Egor Bogachev       | S     | 6 aprile 1997    | Germania             |
| 10 | Alejandro Vigil     | C     | 11 febbraio 1993 | Spagna               |
| 11 | Seppe Van Hoyweghen | P     | 7 ottobre 2000   | Belgio               |
| 12 | Simon Van de Voorde | C     | 19 dicembre 1989 | Belgio               |
| 14 | Jakub Rybicki       | S     | 1º novembre 1998 | Polonia              |
| 17 | Seppe Baetens       | S     | 13 febbraio 1989 | Belgio               |